# Чир
Чир — старовинна страва української кухні. Її готують з кукурдзяного борошна, звареного в підсоленому молоці. Подають до столу гарячою. Досить популярна на Прикарпатті, Поділлі та Галичині
Це також означає швидкий доступ до енергії. У поемі Мойсей Іван Франко подає слово чир у значенні засобу ,який виготовляли з лубу бука ,для швидкого видобування вогню...

## Дивись також
- Рецепт та приготування